# Сохновка
Со́хновка (каз. Сохновка) — село у складі Бородуліхинського району Абайської області Казахстану. Входить до складу Тавричеського сільського округу.
Населення — 171 особа (2021; 294 у 2009, 349 у 1999, 410 у 1989).
Національний склад станом на 1989 рік:
- росіяни — 52 %
- німці — 45 %

Станом на 1989 рік село називалось Сахновка.